# Розовка (Черниговская область)
Розовка (укр. Розівка) — село в Козелецком районе Черниговской области Украины. Население 11 человек. Занимает площадь 0,046 км².
Код КОАТУУ: 7422086351. Почтовый индекс: 17036. Телефонный код: +380 4646.

## Власть
Орган местного самоуправления — Новошляховский сельский совет. Почтовый адрес: 17036, Черниговская обл., Козелецкий р-н, с. Новый Шлях, ул. 30-летия Победы, 1.